# Iglesia de Nuestra Señora (Kalundborg)
La Iglesia de Nuestra Señora (en danés Vor Frue Kirke) es una iglesia parroquial románica localizada en el centro de la parte vieja de la ciudad de Kalundborg, conocida como Højbyen, en Dinamarca. Levantada sobre un montículo, aún en la actualidad domina el cielo de la ciudad. Está consagrada a la Virgen María.
Fue erigida a inicios del siglo XIII por iniciativa de Ingeborg, hija de Esbern Snare, el fundador de la ciudad, y su esposo Peder Strangesen.

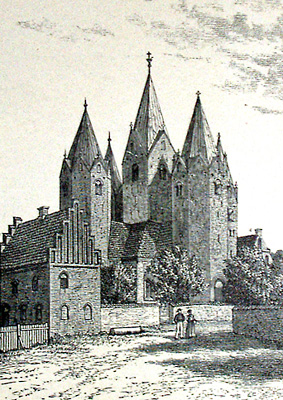
Dibujo de ca. 1895.

Es una iglesia bastante original. Su planta es de cruz griega, y cada uno de sus cuatro brazos equiláteros terminan en una torre. Una quinta torre se levanta en el centro del templo, sostenida por cuatro columnas de granito.
Su emplazamiento y disposición la convirtieron en un edificio que, además de funciones religiosas, también servía para la defensa de la ciudad. Sin embargo, su conformación fue relacionada también con la representación de la Jerusalén Celestial, que en la Edad Media era concebida como una ciudad fortificada de cinco torres.
La torre central se derrumbó en 1827, pero volvió a ser levantada tras una reconstrucción que finalizó en 1871.
- Datos: Q1897877
- Multimedia: Vor Frue Kirke, Kalundborg / Q1897877